# Bremsrakete

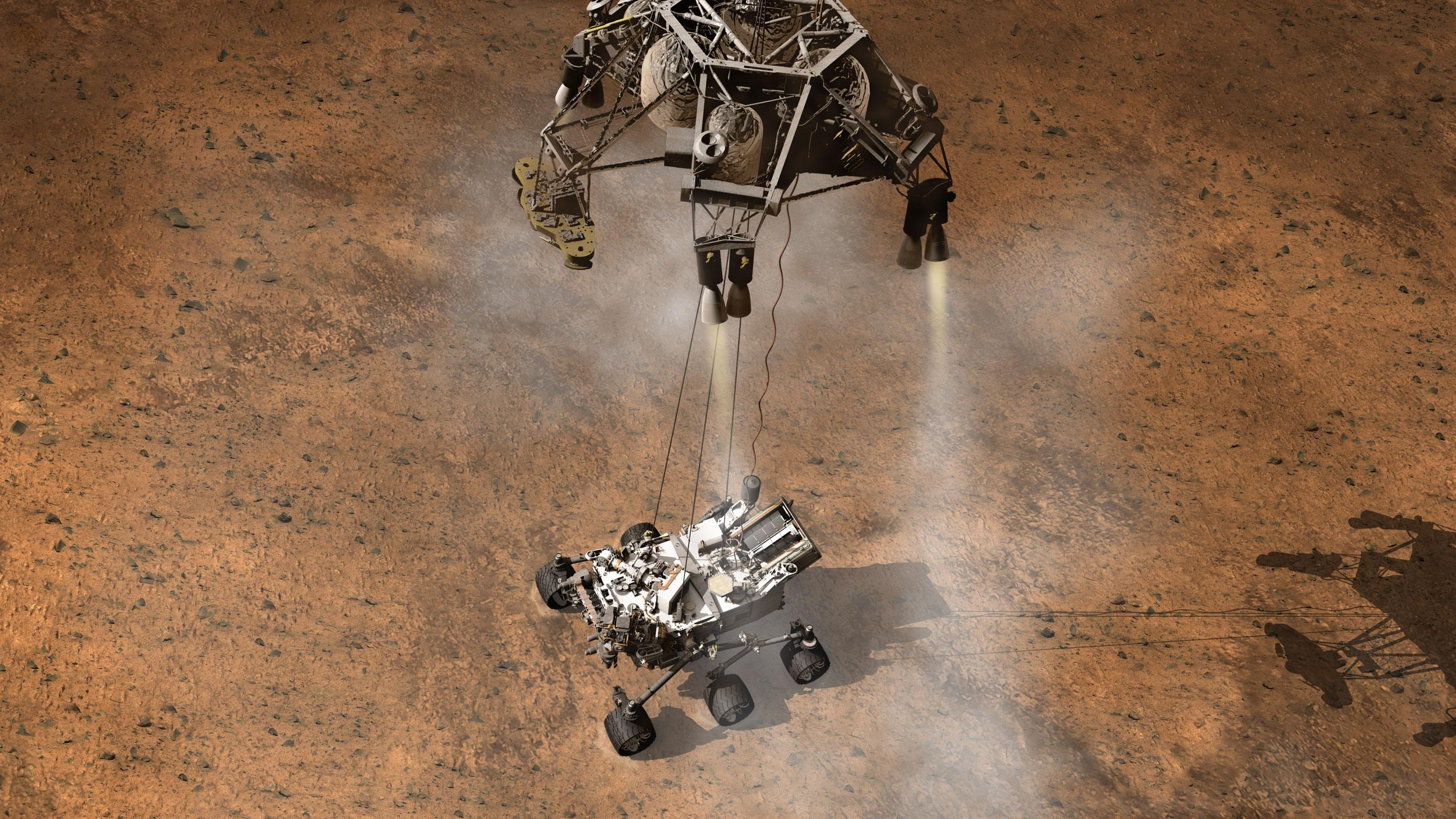
Bremsraketen am SkyCrane des Mars Science Laboratory

Eine Bremsrakete, auch manchmal als Retrorakete bezeichnet, dient zur Verringerung der Geschwindigkeit eines Raumfahrzeuges zur Änderung der Umlaufbahn oder zur weichen Landung. Bremsraketen stoßen das Abgas nicht entgegen, sondern in Flugrichtung aus, was das Raumfahrzeug verlangsamt oder zum Stillstand bringt.

## Bremsraketen zum Verlassen der Umlaufbahn
Durch den Einsatz von Bremsraketen werden Raumfahrzeuge in der Umlaufbahn genügend abgebremst, dass ein Wiedereintritt und eine Landung erfolgen kann. Die notwendige Geschwindigkeitsänderung in einer niedrigen Erdumlaufbahn beträgt dabei nur etwa 90 m/s, die restliche Geschwindigkeit wird durch atmosphärische Reibung abgebaut.
Die Mercury- und Gemini-Raumschiffe der NASA hatten für diesen Zweck separate Bremsraketen mit Feststofftriebwerken. Die vier Bremsraketen des Gemini-Raumschiffs brannten je 5,5 s, insgesamt also 22 s. Im Gegensatz dazu verwendet das Space Shuttle, ebenso wie früher das Apollo-Raumschiff keine separaten Bremsraketen, sondern die für Bahnkorrekturen vorgesehene Triebwerke. Bei den Erdorbit-Missionen des Apollo-Programms brannte das SPS-Triebwerk hierfür etwa 12 s, während das Orbital Maneuvering System des Space Shuttles etwa drei Minuten lang brennt.
Der erste Einsatz einer Bremsrakete zum Verlassen des Orbits erfolgte am 14. April 1959 bei der Rückkehrkapsel des Aufklärungssatelliten Discoverer 2. Da die Bremsraketen allerdings zum falschen Zeitpunkt gezündet wurden, ging die Rückkehrkapsel nicht im vorgesehenen Zielgebiet nieder.

## Bremsraketen bei suborbitalen Flügen

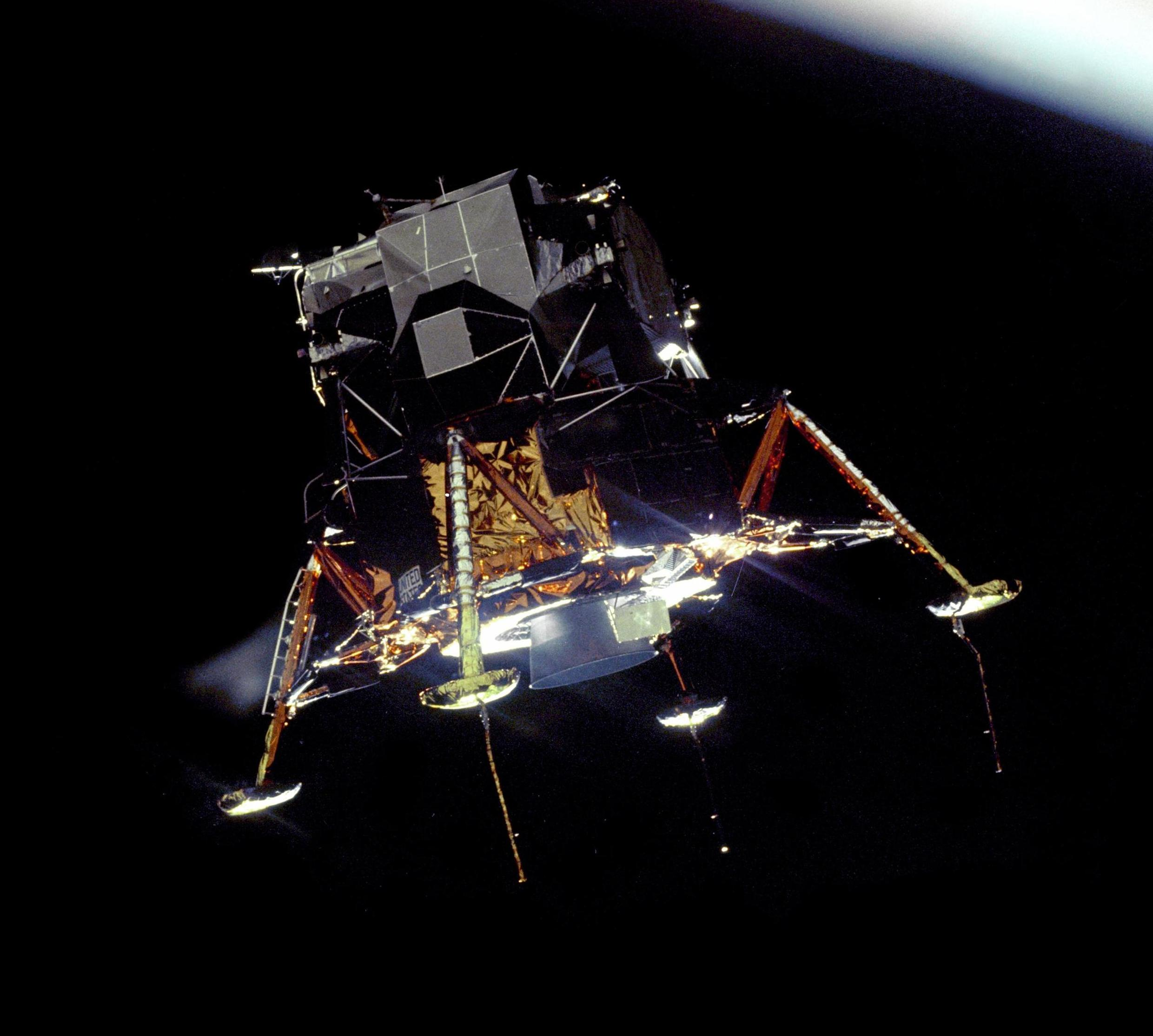
Die Mondlandefähre von Apollo 11 mit Bremsrakete an der Unterseite

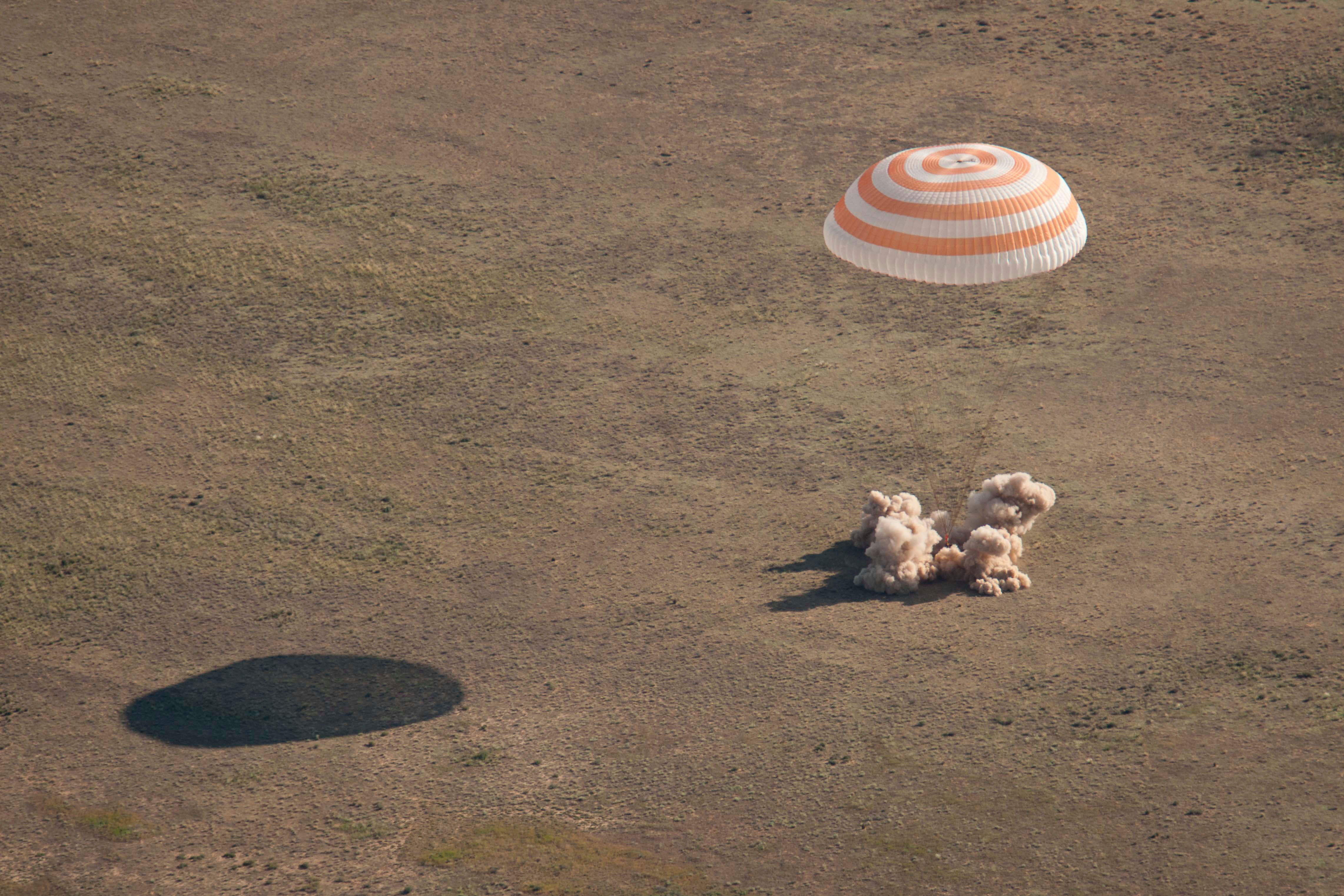
Landung einer Sojus

Bei den suborbitalen Testflügen des Mercury-Programms der NASA wurden ebenfalls Bremsraketen eingesetzt. Dies war für ballistische Flüge nicht zwingend notwendig, war aber ein wichtiger Test für die orbitalen Flüge. Der erste Einsatz erfolgte am 19. Dezember 1960 bei der Mission Mercury-Redstone 1A. Die beiden Bremsraketen der Mercury-Kapsel brannten je 10 s, aber zeitlich um 5 s versetzt und verringerten die Geschwindigkeit um 168 m/s.

## Bremsraketen bei der Mondlandung
Bei der Landung auf dem Mond oder auf einem anderen Himmelskörper ohne Atmosphäre können weder Fallschirme noch atmosphärische Bremsung verwendet werden, um Geschwindigkeit abzubauen. Es muss also die gesamte Bahngeschwindigkeit durch Bremsraketen abgebaut werden, was zu wesentlich längeren Brenndauern und höherem Treibstoffverbrauch führt. Der erste erfolgreiche Einsatz einer Bremsrakete für eine weiche Mondlandung erfolgte am 3. Februar 1966 durch Luna 9.

## Einsatz von Bremsraketen kurz vor dem Aufsetzen
Im Gegensatz zu US-amerikanischen Raumschiffen, die auf dem Wasser (Wasserung) oder im Gleitflug aufsetzen, landen russische Raumschiffe auf dem Festland. Trotz des Einsatzes von Fallschirmen ist die Fallgeschwindigkeit der Rückkehrkapsel noch sehr hoch. Deshalb werden kurz vor dem Aufsetzen weitere Bremsraketen gezündet, die die Geschwindigkeit weiter verlangsamen und den Aufprall mildern. Dieses System kam zum ersten Mal mit dem Woschod-Raumschiff Kosmos 47 zum Einsatz und wird auch heute noch für Sojus-Raumschiffe verwendet.